# Màxim Tirà
Màxim Tirà (Maximus Tyrannus) fou emperador romà el 408 fins vers el 411.
L'emperador Constantí va nomenar august al seu fill Constant. Didim i Verià, cosins de l'emperador Honori, que dirigien el partit favorable a aquest a Hispània, foren vençuts per Constant, que va controlar la regió, però aquest no confiava en les milícies de les províncies d'Hispània i va encarregar la custòdia dels passos pirinencs a uns mercenaris bàrbars d'incert origen, que eren coneguts com els honoriaci, i va donar el comandament al general Geronci, qui, amb el suport de les forces regulars, es va oposar que la missió de vigilància fóra encarregada als honoriaci, cosa que li va costar la destitució. Constant va confirmar l'encàrrec als honoriaci.
No se sap què va ocórrer, però aquests mercenaris bàrbars, bé fóra per negligència, per traïció o per incapacitat, van permetre el pas dels sueus, vàndals i alans cap a Hispània, avançat ja l'any 409 (les dates més probables són el 28 de setembre o el 13 d'octubre). Assolada Hispània, Geronci, suposadament en saber que el general Just (Justus) havia estat nomenat general en cap de Constantí, càrrec que volia per si mateix, es va rebel·lar i va proclamar Emperador al seu amic el general Màxim, conegut per Màxim Tirà. D'aquest se sap que va encunyar moneda a Bàrcino i que va tenir residència a Tarraco. Olimpiòdor de Tebes diu que fou el fill de Geronci, però el més probable és que només fos un oficial.
Constant (la dona del qual va quedar a Cesaraugusta) va fugir a les Gàl·lies amb el seu pare, a Arle. Mentre, els alans (sota el comandament d'Atax), els asdings (governats per Gunderic), els silings (dirigits per Fridibald) i els sueus (liderats pel rei Hermenric) van saquejar les regions per les quals passaven. Probablement l'Emperador Màxim (i, a través d'aquest, Geronci) va pactar amb ells, reconeixent-los la condició de federats, i els va cedir totes les províncies d'Hispània llevat de la Tarraconense (410), i encara els van fer servir com aliats en contra de Constantí.
Geronci va reunir les seves tropes i va passar a les Gàl·lies. Constantí, en una jugada desesperada, va envair Itàlia: un cap anomenat Al·lòbic volia substituir Honori per un líder més capacitat i Constantí s'hi va aliar, però la invasió no va reeixir i Al·lòbic va morir i Constantí es va haver de retirar altre cop a la Gàl·lia (410). Allí, les forces de Geronci el van derrotar a Viena del Delfinat i el seu fill Constant fou capturat i executat. Constantí va quedar assetjat a Arle per Geronci.
El 411, l'Emperador Honori va enviar a la Gàl·lia al magister militum Constanci amb un exèrcit. Geronci es trobava a Arle, on mantenia el setge de Constantí III. Atacat Geronci per Constanci, va haver de fugir a la Tarraconense. El general Constanci va continuar el setge d'Arle, ara per compte d'Honori.
Les tropes de Geronci a la Tarraconense es van rebel·lar i planejaven matar el seu cap. Atacat Geronci per un nombre superior de soldats rebels, es va defensar fins al darrer moment i en va matar molts, però quan va considerar que no se'n podia sortir es va suïcidar, després de matar la seva dona i el seu fidel servidor alà. L'exèrcit d'Hispània es va sotmetre al general Constanci i, per tant, a l'emperador Honori. L'emperador Màxim, al que potser Honori va perdonar la vida, es va refugiar amb els aliats bàrbars (probablement amb els alans).
Orosi l'esmenta encara viu el 417. Pròsper diu que el 418 o 419 es va revoltar i es va apoderar d'una part d'Hispània, però aquesta rebel·lió fou insignificant i segurament no va afectar més que a algun districte; finalment fou capturat i enviat a Itàlia, on fou executat el 422 a Ravenna al mateix temps que Joví, un hispanorromà que li havia fet costat.